# Hôtel Thomassin
L'hôtel Thomassin, également appelé maison Boisselet, est un hôtel particulier situé 5 rue Salengro dans le quartier du Vieux-Vesoul, à Vesoul, dans la Haute-Saône.

## Histoire

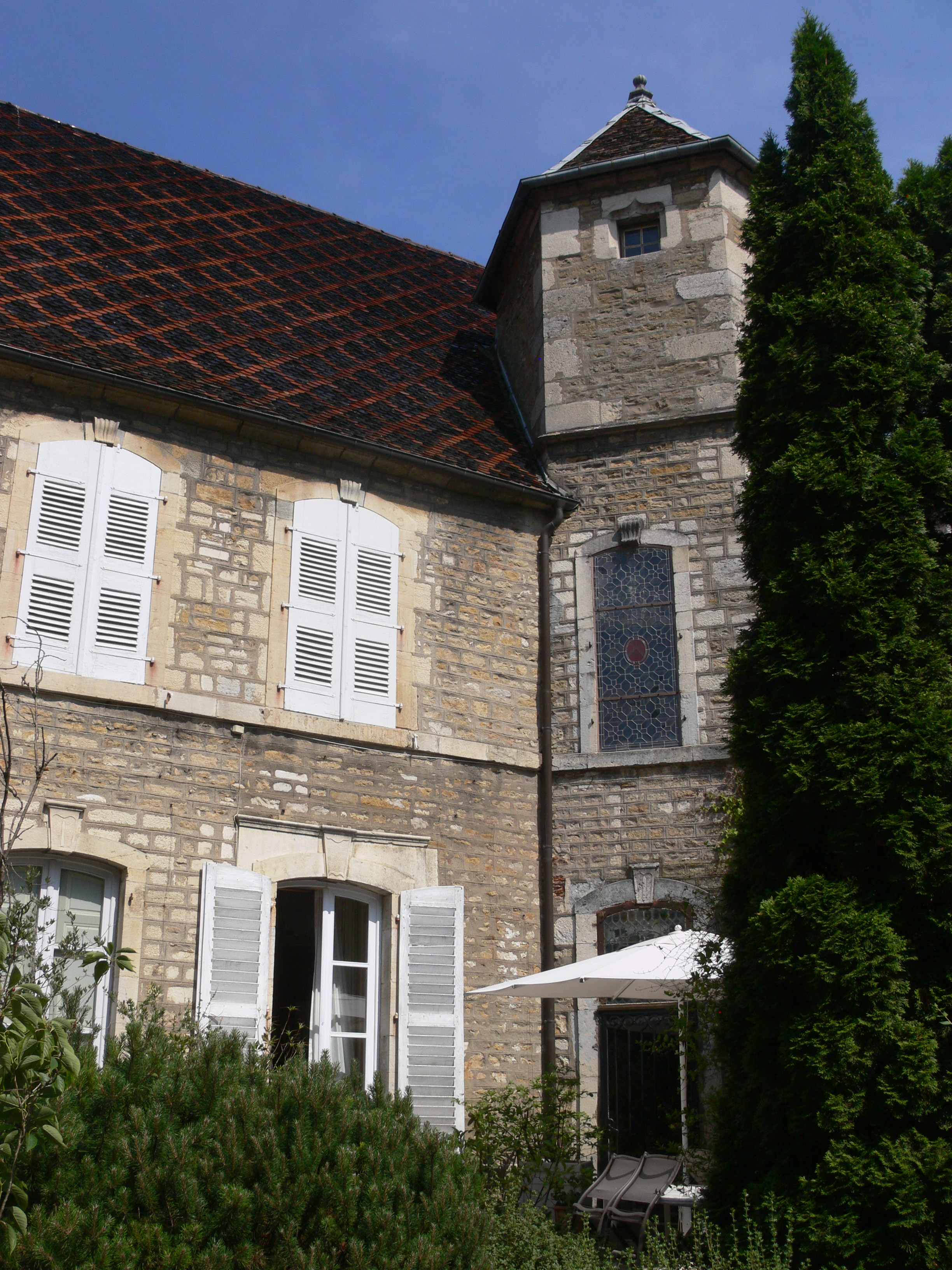
Le bâtiment vu de la cour (façade ouest)

L'hôtel est construit de 1480 à 1483 par Jacques Thomassin, seigneur de Villeparois, aïeul du juriste comtois Adrien Thomassin. Il s'agit d'un corps de bâtiment rectangulaire s'ouvrant directement sur la rue par une façade percée de fenêtres de style gothique. Il comprend une tour d'escalier à l'angle sud-ouest et un pigeonnier rectangulaire (dont l'appareillage diffère du corps de bâtiment) à l'angle nord-ouest.
Au XVIIIe siècle, l'accès est modifié : une porte cochère est percée un peu à l'ouest de la façade et une grande cour créée sur le flanc ouest du bâtiment. La façade sur cour est alors modifiée.
Des écuries sont ajoutées au fond de la cour avant 1808.
Au XIXe siècle l'hôtel prend le nom de son propriétaire, Joseph Boisselet, qui le tient de la famille Bellenet. Il y entrepose les collections de documents sur le Moyen Âge dont il hérite du colonel de Fabert et, aux dires de l'époque, « fit de cette antique demeure un véritable musée ».
Enfin, la rénovation de la façade sur rue comprend plusieurs restitutions au début du XXe siècle.
Le style de cette construction est caractéristique du XVIe siècle franc-comtois, et l'appellation de « maison espagnole » qui lui a été donnée au XIXe siècle est erronée.
Le bâtiment est inscrit au titre des monuments historiques par arrêté du 24 décembre 2008 pour les façades et toitures du logis, le soubassement et la tour d'escalier, la grille d'entrée et ses pierres taillées de soutien, ainsi que les décors du salon et de la salle à manger (panneaux de toiles peintes). Une précédente inscription de la façade datant du 14 avril 1927 a été annulée.